# Mount Riga State Park
Mount Riga State Park ist ein State Park im US-Bundesstaat Connecticut auf dem Gebiet der Gemeinde Salisbury. Er befindet sich an dem höchsten Berg, der komplett auf dem Gebiet von Connecticut liegt.

## Geographie
Der Mount Riga State Park erstreckt sich auf 112 ha (276 acre) an den Hängen des Bear Mountain. Dieser erhebt sich bis auf 701 m (2300 ft) über dem Meer. Entlang des Appalachian Trail kann man vom Parkgebiet zum Gipfel aufsteigen. Dort befindet sich eine Steinpyramide, die eine gute Aussicht auf Gebiete in Connecticut und in den nahegelegenen Bundesstaaten Massachusetts und New York. Bäche, die den Park durchqueren sind Brassi Brook und Ball Brook, mit kleineren Zuflüssen, die zunächst in andere Bäche münden. Sie entwässern zum Housatonic River.

## Freizeitaktivitäten
Der Park bietet Möglichkeiten zum Wandern und Jagen. Der Bear Mountain Trail ist ein beliebter Wanderweg.